# Pomnik żołnierzy radzieckich i polskich poległych w walkach o Złotów
Pomnik żołnierzy radzieckich i polskich poległych w walkach o Złotów – pomnik upamiętniający zajęcie terenu Złotowa i okolic przez Armię Czerwoną i 1 Armię Wojska Polskiego. Zdemontowany w 2022 roku.

## Historia
1 Front Białoruski Armii Czerwonej w styczniu 1945 r. prowadził natarcie, którego celem było zajęcie Berlina. W kierunku na Złotów wspierany był przez jednostki berlingowskiej 1 Armii Wojska Polskiego. Walki o Złotów, wiążące się z dużymi stratami w zabitych po obu stronach, zakończyły się 31 stycznia 1945 r.
W 1948 r. szczątki żołnierzy, spoczywające w tym miejscu, zostały ekshumowane. Aby upamiętnić poległych na miejscu walk, władze lokalne 31 stycznia 1970 roku postawiły w Międzybłociu pomnik. 
W marcu 2022 r. nieznani sprawcy zniszczyli tablicę znajdującą się na głazie. 20 kwietnia 2022 roku pomnik zdemontowano.

## Opis
Pomnik miał postać granitowego głazu narzutowego umieszczonego na cokole. Na głazie znajdowała się tablica z napisem „99 żołnierzom I Armii WP i 9 żołnierzom Armii Radzieckiej poległym 30-31.01.1945 r. w walce o wyzwolenie Złotowa”. Przed cokołem umieszczona była druga płyta z napisem „Przechodniu wiedz że życie nasze poświęciliśmy za ojczyznę”.